# Calamagrostis pisinna
Calamagrostis pisinna är en gräsart som beskrevs av Jason Richard Swallen. Calamagrostis pisinna ingår i släktet rör, och familjen gräs.
Artens utbredningsområde är Venezuela. Inga underarter finns listade i Catalogue of Life.